# Jianxi
Jianxi léase Chián-Si (en chino:涧西区, pinyin:Jiànxī qū) es un distrito urbano bajo la administración directa de la ciudad-prefectura de Luoyang. Se ubica al norte de la provincia de Henan, sur de la República Popular China. Su área es de 89 km² y su población total para 2010 fue de +600 mil habitantes.

## Administración
El distrito de Jianxi se divide en 13 pueblos que se administran en 11 subdistritos y 2 villas.